# Pueblo luo

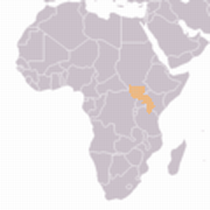
Locación

El pueblo luo (también escrito lwo) es un grupo lingüístico étnico que se encuentra en una zona que abarca Sudán del Sur, Etiopía (Anuak), el norte de Uganda, la zona este del Congo (RDC), el oeste de Kenia y el extremo norte de Tanzania.
Este pueblo habla una lengua nilótica (sudanés oriental), una rama de la familia de idiomas nilo-saharianos. Según varios sistemas de clasificación, a veces son denominados nilóticas del río-lago o nilóticas occidentales, lo cual también incluye al grupo de lengua dinka-nuer.
Los pueblos que hablan las lenguas luo son los acholi, adhola, alur, anuak, bor, jo-luo, joluo (luo keniano y tanzanio), kumam, lango, palwo y shilluk.

## Historia
La etnia luo tiene su origen en el conjunto de pueblos nilóticos que habitaban la región de Bahr-el-Ghazal a comienzos del primer milenio de nuestra era. Tras un proceso de más de cinco siglos que incluyó varios movimientos poblacionales, migraciones, mestizajes e hibridación cultural alcanzaron los territorios del lago Victoria. Atravesaron los actuales estados de Sudán, Sudán del Sur, Uganda, Kenia y Tanzania, convirtiéndose en el pueblo nilótico más meridional de África.

### Proto-luos
Los estudios glotocronológicos de los dialectos luo señalan una primera escisión del grupo original o proto-luo en torno a los años 670 y 1070. Los primeros movimientos poblacionales los llevaron hasta la zona comprendida entre Yuba y Nimule. No hay certeza si estos proto-luo tenían una cultura ganadera o agrícola. Pero se conoce que tras este movimiento poblacional se relacionaron con pueblos agrícolas bantúes que a su vez habían contactado con la cultura pastoril de los hima, también nilóticos. De las relaciones con las culturas agrícolas bantúes y ganadera de los hima se originará la alta especialización de los luo en ambas economías.
Sobre el año 1000 se intensificaron los desplazamientos de poblaciones de Bahr el-Ghazal hacia el sur. Los clanes luo se fueron integrando a otras comunidades creando en ellas aristocracias y dinastías dominantes. Para lograrlo abandonaron la estructura rígida del clan tradicional y favorecieron la fragmentación para aumentar su número, absorbiendo a otros pueblos que encontraron en el camino. A tal fin en algunos casos recurrieron a la violencia y en otras ocasiones a matrimonios concertados con mujeres de las aristocracias locales.

### Expansión luo
Una segunda escisión de importancia tendrá lugar entre los años 1170 y 1470 entre comunidades que buscarán asentamientos en las zonas centrales del continente y otras que avanzarán en dirección sur. La tradición oral recoge entre otras:
- Desplazamiento en dirección a Rumbek  liderada por dos jefes  y sus seguidores que en torno al siglo XII se manifestaron en desacuerdo con los clanes dominantes.[12]

- Sobre el siglo XIV el grupo asentado en Yuba-Nimule se desplazó al sur, a regiones de Pakwac-Pawir. Se instaló en Pubungu, al norte del lago Alberto.[8]

- Desde Pubungu varios clanes se desplazaron al este, sobrepasando el lago Kyoga y las estribaciones del monte Elgon. En el monte Elgon quedaron algunos asentamientos. El resto siguió su marcha al sur y ocuparon la zonas centromeridionales próximas al lago Victoria, en la actual provincia de Nyanza (Kenia), donde habitarán bajo identidad luo.[8]

- En torno al siglo XVI el grupo de Pubungu, bajo las órdenes del jefe Labongo se dirigió al sur entre los lagos Alberto y Kyoga, adentrándose en las regiones de Bunyoro y Buganda. Allí encontraron reinos a los que intentaron imponer sus dinastías.[8]

### Reinos de estirpe luo

#### SiglosXVyXVI
El más importante fue el de Bunyoro-Kitara donde sustituyeron la dinastía tradicional de los chwezi por aristócratas de su clan babito (luo). La ciudad estado de Bigo pasó a control de dinastías luo como lo demuestran los restos de su fortaleza en hemiciclo de tipo nilota. El clan babito también se instaló en los reinos de Bunyoro, Buroro, Kitara, Kitagwenda Tekedi, Kiziba y otros.
Durante este período fueron frecuentes los enfrentamientos entre el clan babito (luo) con el clan bahinda del pueblo bahima. La rivalidad por controlar la región marcará los siguientes tres siglos.

#### SigloXVII
Los luo de Pakwac-Pawir se integraron con otros grupos de zonas más orientales a través de matrimonios concertados.

#### SigloXIX
Para esta época los luo ya contaban con más de treinta reinos, siendo la dinastía ngobi, de los owiny, la que integraba la clase dominante de más estados. Las comunidades asentadas en el lago Victoria acentuaron el carácter mixto de su economía, con un dominio mayor de las técnicas agrícolas y una expansión de tierras de cultivo que fueron modificando su tradición de pueblo ganadero. Durante el siglo XIX se acentuaron los problemas territoriales con sus vecinos nilóticos nandi, luyia y kisii. La competencia por la tenencia de tierras agravada por las sequías y las hambrunas obligó a afianzar la lealtad y la identidad entre los grupos luo del lago. A pesar de ello, las rivalidades internas y conflictos entre diversos clanes y jefes de la etnia se mantuvieron. Al mismo tiempo la necesidad de mantener con comercio interétnico en la zona mitigó en parte los conflictos territoriales al oeste de Kenia a lo largo del siglo XIX.

#### SigloXX
Tras la Segunda Guerra Mundial cobra fuerza el movimiento independentista en Kenia. El pueblo luo apoyará mayoritariamente a la Unión Democrática de Kenia liderada por Jomo Kenyatta. Años más tarde, siempre bajo el liderazgo de Kenyatta, los luo se integrarán a la Unión Nacional Africana de Kenia (KANU, por sus siglas en inglés). En 1963 Jomo Kenyatta fue elegido presidente y se votó una constitución que dio a Kenia autonomía como estado.
En 1964 Kenia se proclama república bajo presidencia de Jomo Kenyatta (kikuyo) y con Oginga Odinga (luo de ideología marxista) como vicepresidente. En 1966 Odinga se separa del KANU, acusando a su líder, Kenyatta, de gobernar favoreciendo a la etnia kinkuyo. Los lou se reorganizan en una nueva fuerza política, la Unión Popular de Kenia (KPU, por sus siglas en inglés). En 1969 es asesinado el ministro Tom Mboya (luo) en manos de un miembro de la etnia kikuyo y proscripto el KPU por el gobierno.
Tras once años sin participación en el gobierno los luo vuelven al parlamento en 1981 a través del liderazgo de Oginga Odinga, convocado por el presidente Daniel Arap Moi, hasta entonces impulsor de una política nacionalista keniata donde no tenían lugar las reivindicaciones étnicas. Pero un año más tarde se produce un alzamiento de la Fuerza Aérea acompañada de movimientos sociales. Se producen manifestaciones y saqueos generalizado en la capital Nairobi. Moi se asegura el apoyo del ejército para reducir a los golpistas y decreta el arresto domiciliario de Odinga.
En 1991 los luo junto con otras etnias forman el Foro para la Restauración de la Democracia (FORD por sus siglas en inglés), bajo liderazgo de Oginga Odinga. Un año más tarde el FORD lideró una gran manifestación que congregó más de cien mil personas en Nairobi reclamando elecciones democráticas. En 1994 falleció Odinga y se disolvió el FORD. Parte de sus integrantes junto con otros grupos de la oposición keniata formarán la Alianza Democrática Nacional Unida.
En 1997 el presidente Moi en su quinto mandato, tras acusaciones de fraude electoral intenta conseguir más apoyos políticos y volverá a buscarlo en otro luo, Raila Odinga (hijo de Oginga Odinga), a quien colocará como vicepresidente de gobierno.

#### SigloXXI
En el transcurso del año 2001 se producen múltiples conflictos por la tenencia de tierras y el dominio de las costas del río Tana entre luos y nubios. Los enfrentamientos en Nairobi como en el sur del país provocan víctimas mortales, quemas de aldeas y el desplazamiento de poblaciones enteras.  

### Pérdida de la identidad luo
La integración con otros pueblos permitió a los luo mantener el poder político. Los matrimonios con mujeres de la realeza o aristocracia local fue una estrategia pacífica que implementaron con pueblos bantúes. La cultura bantú dominaba la agricultura cerealista y la tecnología del hierro, impusieron su lengua y sus esquemas ideológicos en el grupo dominante luo. Los pueblos nativos mantuvieron sus estructuras políticas de sus Estados. A cambio, la aristocracia luo siguió teniendo en el ganado su principal riqueza y fuente de prestigio. Pero el proceso de hibridación cultural con los nativos llevó a una pérdida de la identidad luo tanto en sus costumbres como en su etnónimo.
En aquellos reinos donde constituyeron dinastías, como el de Bunyoro, hacia mediados del siglo XIX por razones de prestigio o “limpieza étnica”, se reservó la identidad luo solo para los miembros de la clase dominante. El resto de la población fue equiparada con los extranjeros y desnaturalizada de su identidad étnica.
De todo el complejo etno lingüístico luo, solo la gran comunidad del lago Victoria en Kenia y la vecina Tanzania mantienen la identidad y se les aplica el etnónimo.

## Sociedad

### Organización política
El pueblo luo se dividió en  unos 40 subgrupos (ogendi) que constituyeron una unidad política y territorial de base con régimen semiautónomo y ocupada por un solo clan patrilineal (gweng). Siguiendo la tradicional flexibilidad clánica, se dejó un espacio para la llegada de clanes extranjeros a los que se denomina jodak.
El gweng estaba gobernado por la persona de mayor edad del clan luo asistido por un consejo de ancianos. Entre sus potestades se encontraba velar por la integridad del territorio, declarar la guerra o concertar acuerdos de paz, junto a otras funciones políticas como rituales. Aunque la etnia nunca tuvo estructuras de Estado supratribal, ni un jefe común, existía un consejo (oganda) para atender asuntos colectivos del pueblo luo. Sus funciones más importantes eran los asuntos políticos que afectaban al conjunto, la administración de justicia en última instancia, intervenir en los delitos de sangre, robo de ganado, conflictos fronterizos, diferencias entre clanes y como árbitro en los conflictos entre los gweng.
En el transcurso del siglo XX la cultura luo ha experimentado cambios. Las estructuras tradicionales mantienen valor como tradición, pero en la práctica el pueblo luo está involucrado en el proceso de modernización de Kenia y las otras sociedades donde posee comunidades.

### Organización militar
Cuando la necesidades militares lo requerían formaron confederaciones con un jefe guerrero al frente, asistido por subalternos y un vidente (emuron) para aconsejarlo en la campaña bélica.

### Clases sociales
La sociedad luo se dividía en dos grandes grupos sociales.El primero lo integraban los reyes de cada gweng, su familia real, consejeros, propietarios de tierras, encargados de cultos y de provocar la lluvia, finalmente los subjefes de territorios (jago). La segunda estaba integrada por el resto de la población.

### Vivienda
La construcción tradicional es una choza de planta circular y techo cónico.

## Economía
A su tradicional cultura ganadera a partir de los siglos XVIII y XIX el pueblo luo acentuó su actividad agrícola con avances en los sistemas de regadío. La cercanía con el lago Victoria también incrementó la importancia de la actividad pesquera y el comercio.

## Subgrupos luo
Estos comprenden pueblos que comparten con los luo un pasado común o hablan el idioma luo.
- Shilluk (Sudán)
- Pari (Sudán)
- Thur (Sudán)
- Alur (Uganda y RDC)
- Acholi (Sudán del Sur y Uganda)
- Lango (Uganda)
- Kumam (Uganda)
- Jopadhola (Uganda)
- JoLuo (Kenia y Tanzania)
- Jo-Luo o Jurchol (Sudán)
- Anuak (Etiopía, Sudán)
- Maban (Sudán)
- Funj (Sudán)
- Jumjum (Sudán)
- Blanda Boore (Sudán)
- Jonam (Uganda)
- Shat (Sudán)